# シュプール号

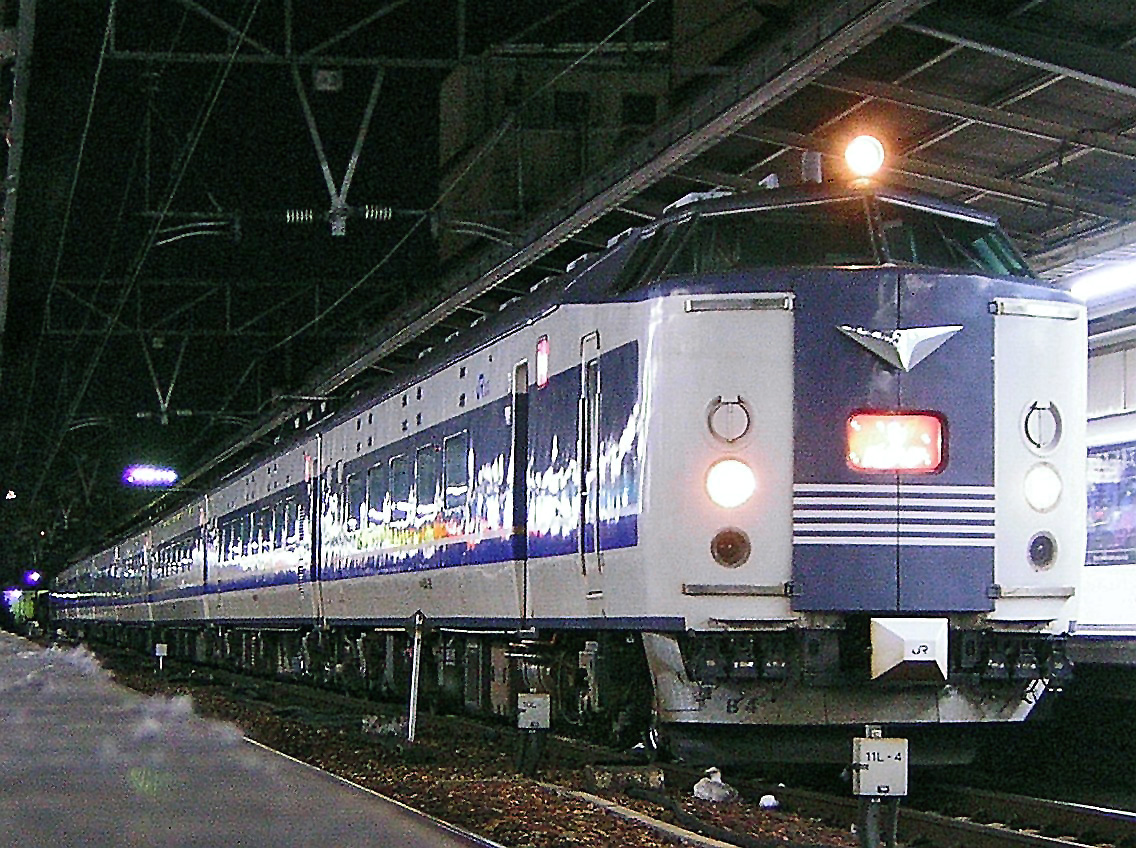
2005年度の「シュプール号」（同シーズンを最後に運行を終了）

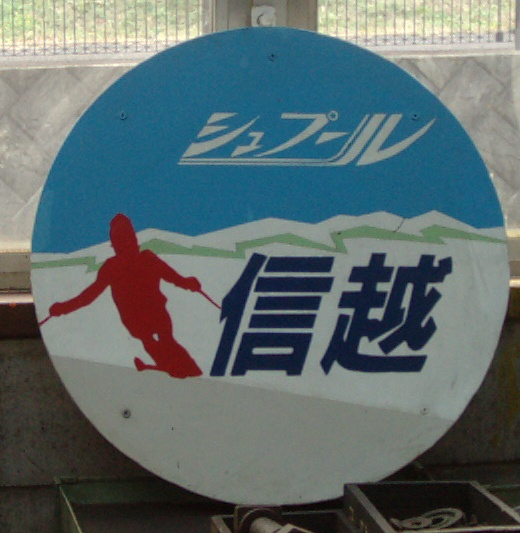
シュプール信越ヘッドマーク

シュプール号（シュプールごう）は、日本国有鉄道（国鉄）、東日本旅客鉄道（JR東日本）・東海旅客鉄道（JR東海）・西日本旅客鉄道（JR西日本）および九州旅客鉄道（JR九州）が、それぞれスキー客輸送のために運行していた臨時列車の総称である。

## 概要
1986年（昭和61年）、国鉄は冬のスキー客輸送のため、北海道と四国を除く全国の主要都市から各地のスキー場へ、従来にないタイプの列車、「シュプール号」の運行を開始した。

### 前史
スキー輸送に特化した国鉄の臨時列車は、まだ鉄道省の国営事業だった1920年代前半の大正時代末期に信越本線方面への列車が運行されたのが最初とされる。
スキー列車と銘打ち始めたのは1927年（昭和2年）からで、1931年（昭和6年）に上越線が全線開業すると、清水トンネルを抜けて東京市内の上野駅から新潟県南魚沼郡の各町村へ直通列車が運行できるようになり、既にこの地域で開発が進んでいた各スキー場に向けた臨時列車の運行が開始された。
また、北海道では1937年（昭和12年）、北海道内の大雪山山麓のスキー場に向かうスキー列車（列車ホテル）が運行、二等車の座席を取り払って座敷とした車両が用いられ人気を博していた。
行楽客輸送への注力を始めていた当時の国鉄にとっては貴重な列車で、日中戦争の長期化による国家総動員法が1938年（昭和13年）に制定されて全国の行楽列車が廃止された後も、1940年（昭和15年）から1941年（昭和16年）にかけての冬には上越線にスキー客用の臨時列車が運行されたとされる。
第二次大戦後の混乱が収束し、国鉄も公共事業体として改変された後の1950年（昭和25年）1月に上野駅 - 越後湯沢駅を結ぶ臨時列車「銀嶺」号が上越線で運転され、1960年代から1970年代にかけては北海道から中国地方にかけて、各地の都市からスキー場に向けた冬季限定の臨時列車が多数運行され、活況を呈した。その多くは急行列車だったが、一部は特急列車、あるいは快速列車や普通列車という料金不要列車もあり、北海道の士幌線における「糠平スキー号」のように、後に特定地方交通線指定を受けて廃線となった線区でも運行されていた。列車名にはスキー場の地域名や走行路線の定期列車名に「銀嶺」や「スキー」の語句が追加されるのが一般的だったが、1969年（昭和44年）から上越新幹線開業後の1987年（昭和62年）まで上野駅 - 石打駅間などで運行された特急「新雪」（詳細は「水上 (列車)」を参照）のように独自の列車名をつけられる物もあった。
しかし、1970年代以降に日本でのモータリゼーションが進行し、高速道路網の整備や積雪・凍結路用タイヤの開発も進んで、従来は国鉄がほぼ一手に担っていたスキー客輸送は後述するスキーバスや自家用車の利用に大きく浸食されるようになった。特に、大都市のターミナルから各地のスキー場まで直行が可能で、スキー板などの荷物輸送でも融通が利きやすいツアーバスは大きな脅威で、当時の長期的なスキーブームによってスキー客自体は増加し続けたにもかかわらず、各地のスキー列車利用は不振となり、運行中止が相次いだ。
1970年代以降は国鉄自体も経営危機が深刻化していて、その収支改善、および従来の事業者（国鉄自身）を上位に置いていた経営体質の抜本的改革が必要となっていた。1982年（昭和57年）には東北新幹線と上越新幹線が相次いで開業し、スキーバスが直面する交通渋滞とは無縁な鉄道自体の高速性や定時性も向上していたが、新幹線では深夜運転が法律上不可能で、当時の主流である「土曜夜に都市を出て、日曜早朝に到着したスキー場で一日楽しみ、日曜夕方に現地を出発して夜に帰る」というスキー客輸送の特性には在来線列車の強化が引き続き重要だった。

### 絶頂期

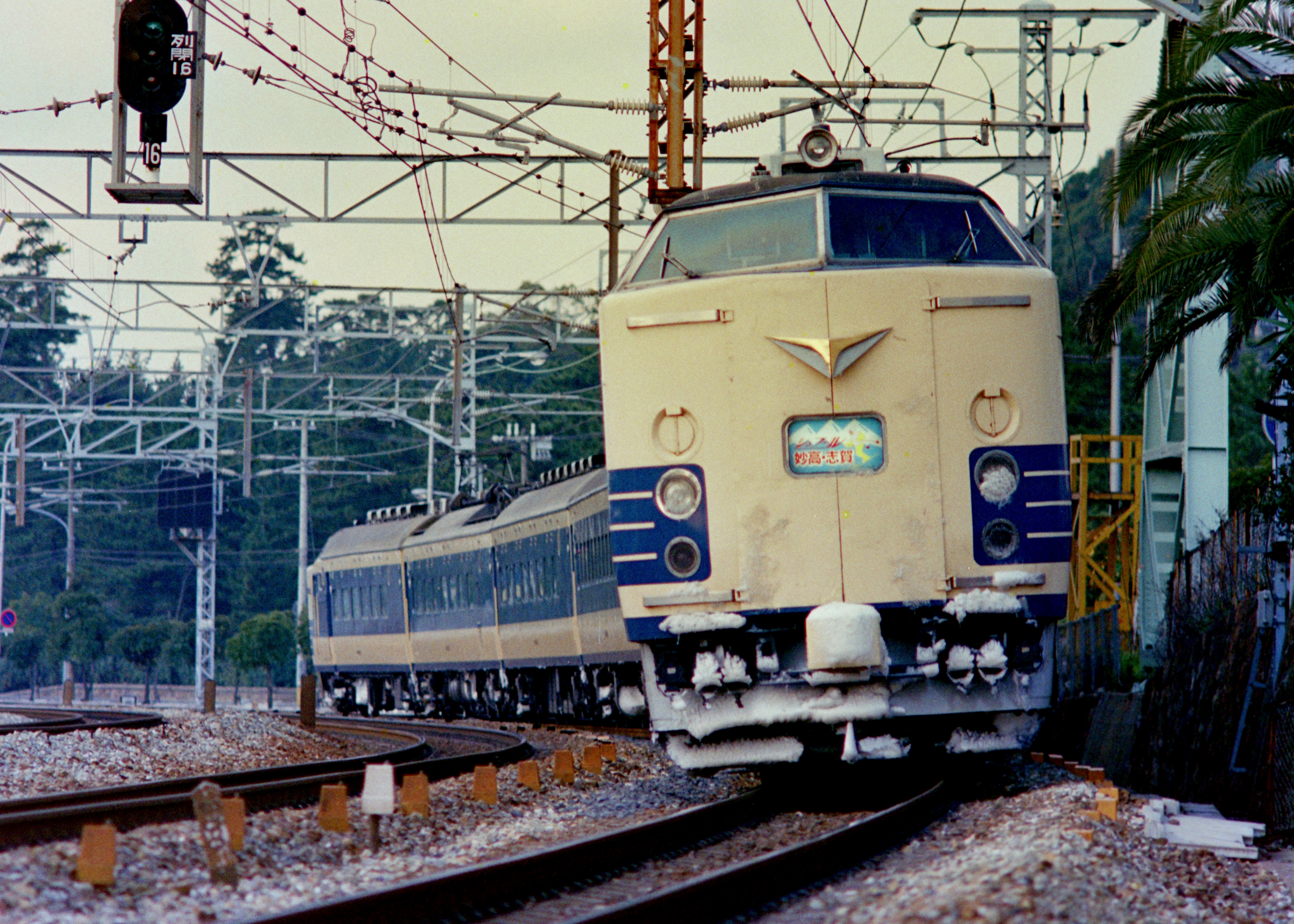
山陽本線須磨-塩屋間を走行する583系「シュプール妙高・志賀」回送列車（1987年）

格安で大都市圏とスキー場とを直結するスキーバス（スキー場発着のツアーバス）に対抗するため、特急形車両を使用して「渋滞知らず」をセールスポイントに大々的なPRを行い、列車種別は急行扱いとしながら運賃込みの格安パッケージ料金を設定し、目的地の駅からゲレンデまでは「シュプールバス」が接続するなど、それまでの国鉄では考えられないユーザー本位の画期的な試みが功を奏し、運行開始当初から成功を収めた。
初年度となった1986年（昭和61年）度の運行のコンセプトには、以下のようなものが挙げられる。
1. 1月から3月の長期間にわたる毎日運行
2. 特急形車両を利用して快速運転
3. 東京・千葉・横浜など、従来にない始発駅での設定と、新宿駅でのシュプール号同士の相互乗り換えを実現
4. 往復利用を前提に割引料金で販売
5. スキー場と最寄駅間の連絡シュプールバスやスキーキャリアサービスとの一体化

その後、第3次スキーブームが絶頂期に達したバブル景気下（1980年代後半から1990年代前半まで）においては、ジョイフルトレインまでもが使用された。基本的には往路は夜行列車として、復路は夕刻始発の昼行列車（京阪神方面は一部復路も夜行列車あり）として運行された。
JR西日本の京阪神地区発着列車に関しては、1994年（平成6年）は「シュプール白馬・栂池」が北陸本線、大糸線（または中央本線）経由で多数設定され、最盛期には和歌山駅・姫路駅発着も設定されていた。しかし1995年（平成7年）の7.11水害で大糸線が長期間不通になって以降、中央本線の線路容量の関係上、運行本数が大幅に削減された。1997年（平成9年）以降は北陸本線経由で「シュプール苗場・湯沢」「シュプール雷鳥・信越」など、播但線経由で「シュプール神鍋・鉢伏」、中央本線経由で「シュプール白馬アルプス」など、7方面に1日最大6往復ものシュプール号が運行されていたが、白馬方面は本数の削減を被っていた。また同社では、南野陽子や西田ひかるらアイドルを起用したシュプール号のCMを1998年（平成10年）頃まで展開し、その後も有名タレント（2005年シーズンは長澤まさみ）を起用した駅貼りポスターやパンフレットの展開を継続していた。

### 斜陽期
各シュプール号ともダイヤが過密な路線における設定であり、さらに新宿駅など主要駅では発着駅の異なるシュプール号相互で乗り換えができるよう発着時間を揃えるといったサービスを図った結果、ダイヤ設定に無理が生じることとなった。このため、時刻表においては都市圏の主要駅とスキー場最寄駅間で直結となっていても、実際には復路の列車を中心に定期特急などの待避や長時間の運転停車が増え、運転時分が普通列車とほとんど変わらないような列車も出現し、「安いが遅い」というイメージが口コミなどで徐々に浸透した結果、利用を敬遠する層をも生むこととなった。
例えば上り「シュプール白馬」2号は定期特急列車の待避が4回もあり、特急「あずさ」と比較した場合、白馬駅 - 新宿駅間の所要時間は3時間近く長くなっていた。下り「シュプール白馬」も急行「アルプス」（後の快速「ムーンライト信州」）と近接したダイヤで運行され、定期・臨時あわせて最大で3本もの「アルプス」の待避を行うというダイヤ設定であったため、スキー客が「アルプス」に集中して同列車の乗車率は満席に近い状態でありながら、「シュプール白馬」や「アルペン」は閑散状態という日もあった。
首都圏からの発着では、1991年（平成3年）に東北・上越新幹線の東京駅延伸により東海道線・中央線快速などからの乗り継ぎの利便性が向上するとともに、JR東日本がガーラ湯沢スキー場を開設したことから、同年から「JR ski ski」キャンペーンを展開。新幹線沿線にスキー場が点在するJR東日本では新幹線によるスキー客輸送強化に傾倒することとなり、「ガーラ日帰りきっぷ」（2011年度で販売終了）など日帰りの往復新幹線とリフト券がセットされた特別企画乗車券も多種発売されるようになった。また、一部のシュプール号は線区によって普通列車扱いのため、期間によっては青春18きっぷの利用ができる夜行快速に代替された。この背景には1980年代末から週休2日制が定着し、「スキーを楽しむには土曜の夜に出発しないといけない」という従来の時間的制約が緩和されたこともあった。
しかし、こういった鉄道側の要因以上に大きかったのは、スキーブーム絶頂期から終息後の平成不況期にかけて普及したスキーバス（ツアーバス）の台頭である。上記の通り、旅客にとってはスキー場へ直行するため乗り換えの煩わしさがなく、バス事業者にとっては列車よりも少ない人数で採算が取れる上、同業者間の価格競争によりバス料金（運賃相当）に弾力性があることで、各旅行会社はより多くの集客と利益が期待できるスキーバスとリフト券等をセットにしたパックツアーをこぞって企画するようになり、可処分所得の少ない若者に支持されるようになった。それに反比例するかのようにツアーバスに対して1人当たりの運賃が高く、新幹線よりも速達性に劣るシュプール号を使った旅行商品の取り扱いは減っていった。
スキーの足としての自家用自動車の傾向は、積載性に優れたステーションワゴンや、雪道に強い四輪駆動車を中心としたRVブームの流れを受け、国産車メーカーから購買意欲を刺激する商品が相次いで登場したことで、重い荷物を持ち歩く必要もなく、機動性も高い自家用車でスキー場に向かう利用者が増えるようになった。さらに、長野オリンピックにあわせて上信越自動車道など志賀高原・妙高方面の高速道路が次々と整備された結果、スキー場への交通手段は鉄道から自動車へ徐々にシフトすることとなった。これに加えてスキーブーム終焉によるスキー人口の減少が続いたことや、シュプール号で使用される車両の老朽化などが追い討ちをかけ、シュプール号の運行本数も削減の一途をたどるようになった。
このような外的環境の変化を受け、上述のとおり新幹線によるスキー客輸送強化に傾倒していた東日本は2001年（平成13年）度を最後に運行を終了。JR東海やJR九州も各シュプール号の運行を取りやめ、最後まで運行していたJR西日本も2005年（平成17年）度をもって運行を終了した。
2024年（令和6年）現在、日本国内におけるスキー客向けに特化した臨時列車は東武鉄道が運行する「スノーパル23:55」のみである。

## 主な列車
1987年（昭和62年）の運行状況は以下のとおり。
| 列車名                | 種別・車両 | 運行区間            | 備考 |
| --------------------- | ---------- | ------------------- | --- |
| シュプール上越1・2号  | 急行・電車 | 大船 - 小出間       | 大船 - （東海道本線） - 品川 - 新宿 - 大宮→上越地区 大船22:47→小出6:10、小出15:00→大船20:33                                                                                         |
| シュプール上越3・4号  | 急行・電車 | 品川 - 小出間       | 品川 - 新宿 - 大宮→上越地区 品川23:36→小出6:40、小出17:00→品川22:01 |
| シュプール信越1・4号  | 急行・電車 | 新宿 - 妙高高原間   | 高崎線・信越本線経由 新宿23:21→妙高高原6:22、妙高高原17:01→新宿22:10 |
| シュプール信越2号     | 急行・電車 | 妙高高原 → 上野間   | 高崎線・信越本線経由 妙高高原16:18→上野20:58 |
| シュプール信越3号     | 急行・電車 | 東京駅 → 妙高高原間 | 東京 - （中央本線） - 新宿 - 大宮 - （高崎線・信越本線）→信越地区 東京23:33→妙高高原8:06                                                                                            |
| シュプール白馬1 - 4号 | 急行・電車 | 千葉 - 信濃森上間   | 千葉 - 秋葉原 - 新宿 - （中央本線・篠ノ井線・大糸線）→白馬地区 1号：千葉21:50→信濃森上6:25、2号：信濃森上15:05→千葉22:45、3号：千葉22:30→信濃森上7:53、4号：信濃森上16:15→千葉23:37 |
| シュプール蔵王        | 急行・電車 | 横浜 - 山形間       | 横浜 - （東海道本線） - 品川 - 新宿 - 大宮→山形地区 横浜22:34→山形6:20、山形15:18→横浜23:02                                                                                         |
| シュプールユーロ赤倉  | 急行・客車 | 名古屋 - 妙高高原間 | 中央本線経由 名古屋23:26→妙高高原6:00、妙高高原15:04→名古屋20:32 |
| シュプールつがいけ    | 急行・電車 | 名古屋 - 信濃森上間 | 中央本線経由 名古屋23:50→信濃森上7:29、信濃森上18:00→名古屋23:10 |
| シュプール妙高・志賀  | 急行・電車 | 神戸 - 長野間       | 湖西線・北陸本線・信越本線経由 神戸20:58→長野8:24、長野18:55→神戸6:10 |

次に1998年（平成10年）から1999年（平成11年）シーズンに運行された列車を記載する。
| 列車名                       | 種別 | 運行区間                                    | 備考                                              |
| ---------------------------- | ---- | ------------------------------------------- | ------------------------------------------------- |
| シュプール蔵王               | 急行 | 品川 → 山形間                               |                                                   |
| シュプール上越               | 急行 | 上野 → 小出間 大船 - 小出間                 | 大船発3・2号は大船 - 新前橋間で草津・万座号を併結 |
| シュプール草津・万座         | 急行 | 大船 - 万座・鹿沢口間                       | 大船駅 - 新前橋駅間は上越3・2号を併結             |
| シュプール猪苗代             | 急行 | 上野 → 会津若松間                           |                                                   |
| シュプール信越               | 急行 | 新宿 → 妙高高原間                           |                                                   |
| シュプール白馬               | 急行 | 横浜 → 南小谷間 千葉 - 南小谷間             |                                                   |
| シュプールユーロ赤倉・志賀   | 急行 | 名古屋 - 妙高高原間                         |                                                   |
| シュプール栂池・八方         | 急行 | 大垣 - 南小谷間                             |                                                   |
| シュプール白馬・栂池         | 急行 | 神戸 - 白馬・南小谷間 姫路 - 白馬間         |                                                   |
| シュプール妙高・志賀         | 急行 | 姫路 - 長野間 神戸 - 黒姫間 西明石 → 黒姫間 |                                                   |
| シュプールトワイライト信越   | 特急 | 神戸 - 黒姫間                               | B寝台車のみの編成                                 |
| はくたか7・14号              | 特急 | 大阪 - 越後湯沢間                           | 金沢 - 越後湯沢間は定期列車                       |
| シュプール野沢・苗場         | 急行 | 神戸 - 越後湯沢間                           | 北越急行ほくほく線経由                            |
| シュプールサンダーバード     | 特急 | 黒姫 → 西明石間                             | 485系使用時は「シュプール雷鳥信越」で運行         |
| サンダーバード（シュプール） | 特急 | 直江津 → 大阪間                             | 富山 → 大阪間は定期列車「サンダーバード46号」     |
| シュプール神鍋・鉢伏         | 快速 | 大阪 - 江原間                               | 播但線経由                                        |
| シュプール大山               | 急行 | 博多 - 米子間                               | 通常は座席車のみ、繁忙期にB寝台車連結             |

## 使用車両
これらの車両にはシュプール号として使用するために大型の荷物が置けるスペースを設置したり、座席をグレードアップするなどの改良をしたものが存在した。

### 電車
- 165系 - 初年度の1986年（昭和61年）度のみ、「シュプール上越」3・4号において、新前橋電車区6連を使用[12]。
- 183系 - 「シュプール白馬」。
  - 189系 - 「シュプール信越」および「シュプール白馬」の松本運転所183系の代走での運用。
- 185系 - 「シュプール上越」、「シュプール草津・万座」、「シュプール白馬」（1993年 - 1996年）。
- 381系 - 「シュプール栂池・八方」、「シュプール神鍋・鉢伏（初年度のみ[13]）」、「シュプール白馬アルプス」（『白馬・栂池』運休時[14]）。
- 485系 - 「シュプール猪苗代」、「シュプール上越」（1989年 - 1990年）
  - ジョイフルトレイン「リゾートエクスプレスゆう」 - 「シュプールゆう蔵王」（1992年）、「シュプールゆう白馬」（1993年 - 1997年）。
- 489系 - 「シュプール信越」で主に使用。長野所属のものが中心ながら、1986年度のみシーズン通して金沢運転所の9連を使用[12]。
- 583系 - 「シュプール蔵王」、「シュプール上越」、「シュプール猪苗代」[15]、「シュプール野沢・苗場」、「シュプール妙高・志賀」。「シュプール妙高・志賀」では、485系との連結運転を行っていた。
- 681系 - 「サンダーバード」とついた列車のほか、「シュプール立山」でも運用実績あり[16]。

### 気動車
- キハ65系 - オリジナル車ではなく、「エーデル」車が使用された。
- キハ80系 - ジョイフルトレイン「リゾートライナー」（「シュプールリゾート赤倉・志賀」[17]）。
- キハ181系

### 客車
- 12系
  - ジョイフルトレイン「ユーロライナー」（「シュプールユーロ赤倉・志賀」[17]）。
  - JR九州では、アコモ改造を受けた車両が「シュプール大山」に運用された。
- 14系
  - ジョイフルトレイン「スーパーエクスプレスレインボー」（「シュプールレインボー蔵王」・「シュプールレインボー信越」として使用されていた）。
  - JR西日本では、シュプール号専用に改造された展望室付きの車両も登場しており、当列車以外にも「ムーンライト九州」などの臨時列車にて使用された。
  - 一時期、寝台特急「あかつき」用のレガートシート車が当列車にて使用されていたこともあった[18]（「シュプール妙高・志賀」）。
  - 1991年（平成3年）の「シュプール蔵王」3・4号および「シュプール猪苗代」のシーズン期間中、ならびに1991年（平成3年）・1992年（平成4年）の2シーズンの「シュプール上越」1・4号は、尾久客車区の14系座席車を使用していた[19]。
- 20系
- 24系
  - 1999年（平成11年）に「トワイライトエクスプレス」用客車が「シュプールトワイライト信越」として運用されたことがある。列車種別は特急扱いで、A個室寝台車と食堂車を編成から外して運行された。

## JR西日本のシュプール号
スキー人口の減少に伴い利用客が減少したことから、2002年（平成14年）度から2005年（平成17年）度まで、JR西日本のみが大阪駅 - 黒姫駅間を東海道本線・湖西線・北陸本線・信越本線経由で臨時寝台列車を運行していた。

### 運行概況
2003年（平成15年）度は最大2往復に縮小、2004年（平成16年）度から毎日運行が廃止され、12月23日から3月13日まで、2005年（平成17年）度は12月27日から3月12日までの週末を中心に、急行「シュプール」および特急「シュプール雷鳥信越」が運行され、2004年（平成16年）は合計90本と、2005年（平成17年）度は70本運行されていたが、2006年（平成18年）度に廃止された。

#### 停車駅
シュプール（米原駅経由）
大阪駅 - 新大阪駅 - 高槻駅 - 京都駅 - 大津駅 - 草津駅 - 米原駅 - 糸魚川駅 - 直江津駅 - 新井駅 - 妙高高原駅 - 黒姫駅
シュプール雷鳥信越（湖西線経由）
黒姫駅 → 妙高高原駅 → 新井駅 → 直江津駅 → 糸魚川駅 → 京都駅 → 新大阪駅 → 大阪駅

#### 使用車両

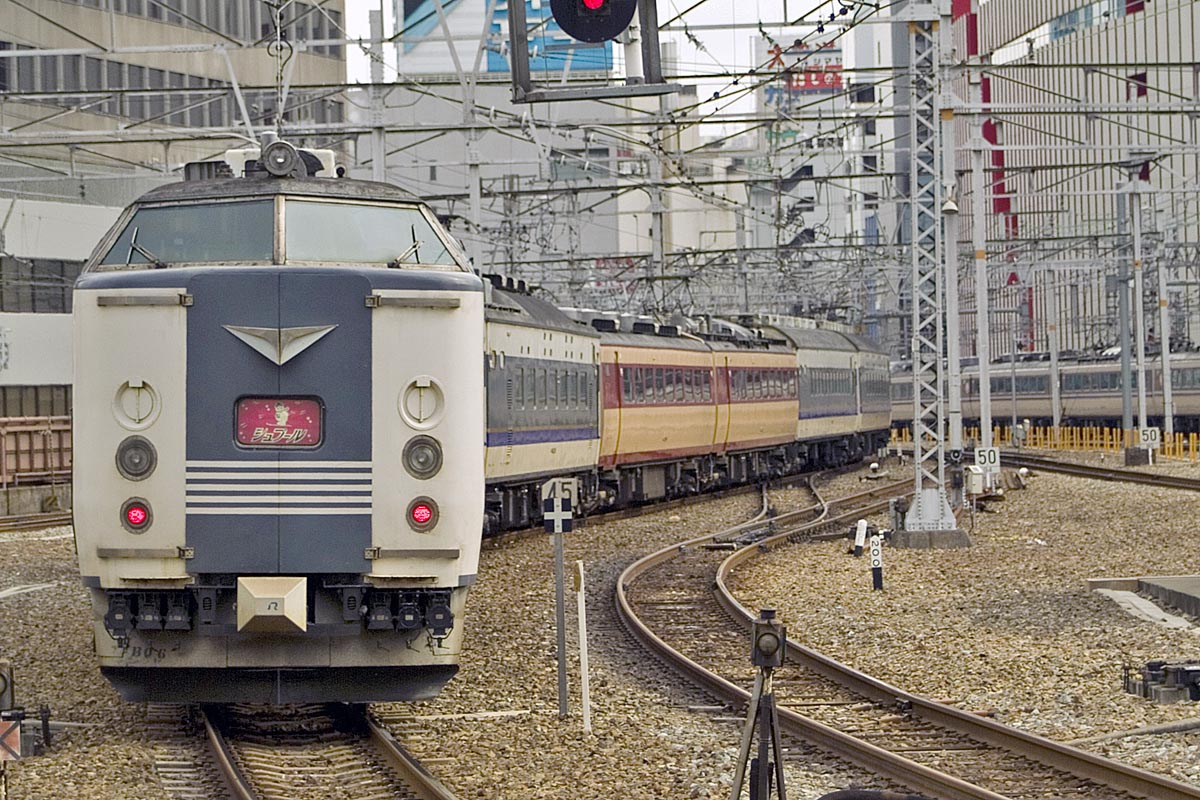
583系と485系の混色編成によるシュプール号

シュプール号にはJR西日本の京都総合運転所に所属していた583系が専用車両として使用されていた。グリーン車はフリースペースとしていた。485系と583系の併結運転が行われたことがあり、先頭車の貫通扉が使われた。
このほか、「シュプール雷鳥信越」には485系が充当されていた。

## アルペン号
JR東日本は、スポーツ用品販売のアルペンとタイアップし、2001年（平成13年）1月から3月にかけて運行する列車名を「シュプール○○」から「アルペン○○」に変更の上、下り限定で以下の列車を運行した。
- 「アルペン蔵王」 - 品川 → 山形間
- 「アルペン上越」 - 上野 → 小出間（1号）、大船 → 小出間（3号）
- 「アルペン白馬」 - 千葉 → 南小谷間（1号）、横浜 → 南小谷間（3号）

### 停車駅
アルペン上越（下りのみ運行）
1号 (9711M)  - 上野 - 赤羽 - 大宮 - 越後中里  - 越後湯沢 - 石打 - 大沢 - 塩沢 - 六日町 - 五日町 - 浦佐 - 小出
3号 (9713M)  - 大船 - 戸塚 - 横浜 - 川崎 - 品川 - 新宿 - 池袋 - 赤羽 - 大宮 - 越後中里  - 越後湯沢 - 石打 - 上越国際スキー場前（臨） - 塩沢 - 六日町 - 五日町 - 浦佐 - 小出

アルペン蔵王（下りのみ運行）
9107M - 品川 - 新宿 - 池袋 - 赤羽 - 大宮 - 山形

アルペン白馬（下りのみ運行）
1号 (9411M)  - 千葉 - 稲毛 - 津田沼 - 船橋 - 市川 - 新小岩 - 錦糸町 - 秋葉原 - 新宿 - 三鷹 - 立川 - 八王子 - 信濃大町 - 簗場 - 神城 - 白馬 - 南小谷
3号 (9413M)  - 横浜 - 品川 - 新宿 - 三鷹 - 立川 - 八王子 - 信濃大町 - 簗場 - 神城 - 白馬 - 南小谷

## 備考
「シュプール野沢・苗場号」はplaystation・windows専用ソフト『電車でGO! プロフェッショナル仕様』の収録路線の一つであるほくほく線（上越線・信越本線）の列車として運転可能である。天候は雪、車両は583系7両編成で、区間は直江津 - 越後湯沢間を信越本線（直江津 - 犀潟間）・北越急行ほくほく線（犀潟 - 六日町間）・上越線（六日町 - 越後湯沢間）を経由して運転できるダイヤとなっている。また1999年当時のシュプール野沢・苗場号の停車駅であった虫川大杉駅の1番線のホーム長が長いのはこの列車が停車していたためである。おそらく既存のホーム長では7両の583系がホームに入りきらず、ホーム長を延長したと思われる。